# 恋は曲者
「恋は曲者」（Why Do Fools Fall in Love）は、フランキー・ライモン&ザ・ティーンエイジャーズの楽曲。デビュー曲ながら1956年に大ヒットした。
ローリング・ストーンの選ぶオールタイム・グレイテスト・ソング500（2010年版）では314位にランクされている。

## カバー・バージョン
|        | アーティスト名         | レコード・CD                                     |
| ------ | ---------------------- | ------------------------------------------------ |
| 1956年 | ザ・ダイアモンズ       | シングル                                         |
| 1956年 | アルマ・コーガン       | シングル                                         |
| 1962年 | リンダ・スコット       | 『Linda』                                        |
| 1963年 | フォー・シーズンズ     | 『Big Girls Don't Cry and Twelve Others』        |
| 1963年 | シフォンズ             | 『The Chiffons』                                 |
| 1964年 | ザ・ビーチ・ボーイズ   | 『シャット・ダウン・ヴォリューム2』              |
| 1965年 | ザ・フォーモスト       | シングル「Girls Girls Girls」のB面               |
| 1967年 | ザ・ハプニングス       | 『Psycle』                                       |
| 1969年 | テイスト・オブ・ハニー | 『Taste of Honey Pay Tribute to The Beach Boys』 |
| 1972年 | ルー・クリスティ       | シングル                                         |
| 1972年 | 山下達郎               | 『ADD SOME MUSIC TO YOUR DAY』                   |
| 1976年 | ジャクソン・シスターズ | 『ジャクソン・シスターズ』                       |
| 1980年 | ジョニ・ミッチェル     | 『シャドウズ・アンド・ライト』                   |
| 1981年 | ダイアナ・ロス         | シングル                                         |
| 1982年 | ザ・キング・トーンズ   | 『渚の“R&B”』                                    |
| 1999年 | 山下達郎               | 『ON THE STREET CORNER 3』                       |
| 2001年 | ケニー・ランキン       | 『Haven't We Met?』                              |
| 2004年 | LISA                   | 『GRATITUDE』                                    |
| 2010年 | オーヴァートーンズ     | 『Good Ol' Fashioned Love』                      |